# 澤西鎮區 (伊利諾伊州澤西縣)
澤西鎮區（英語：Jersey Township）是位於美國伊利諾伊州澤西縣的一個行政鎮區。

## 地方資料
根據2010年美國人口普查的數據，澤西鎮區的面積為120.80平方千米，當中陸地面積為120.75平方千米，而水域面積為0.05平方千米。當地共有人口9948人，而人口密度為每平方千米82.35人。